# Fort romain de Bewcastle
Fanum Cocidi, ou le fort romain de Bewcastle, est un ancien camp romain qui se trouve aujourd’hui dans le civil parish britannique de Bewcastle, dans le comté anglais de Cumbria, et qui a été construit en avant-poste au nord du mur d’Hadrien, prévu pour l’exploration et le renseignement. Il est situé à onze kilomètres au nord du fort romain de Banna.
Son nom latin signifie « le sanctuaire de Cocidius », une divinité du nord de la Grande-Bretagne ; il a été identifié grâce à la Cosmographie de l’anonyme de Ravenne, car sur ses neuf autels, cinq étaient directement dédiés au dieu Cocidius, et un à son avatar romain.

## Description
Le fort possède une forme peu usuelle pour un camp romain, étant un hexagone irrégulier, qui occupe l’intégralité du petit plateau où il s’est installé ; il couvre environ 24 000 m2.
Le fort était relié à Banna par une route romaine, connue aujourd’hui sous le nom de Maiden Way. Deux tours de pierre ont été trouvées entre ces deux forts (à Barron’s Pike et à Robin Hood’s Butts), destinées probablement à échanger des signaux.
Il y avait quatre portes, vers les points cardinaux ; la porte ouest était la principale. Le prétoire (prætorium) était à peu près au centre de l’hexagone, avec le quartier général (principia) situé immédiatement au nord. Des thermes de l’époque d’Hadrien sont situés dans la partie sud-est du fort.
Les digues et les fossés du fort sont encore visibles. Une église consacrée à saint Cuthbert et son cimetière occupent la partie sud du site, cimetière qui contient la croix de Bewcastle. Au nord-est du site se trouvent les restes du château de Bewcastle, un château d’architecture normande construit autour de 1092 en utilisant des pierres du fort romain, et détruit en 1641 par Oliver Cromwell.

## Historique

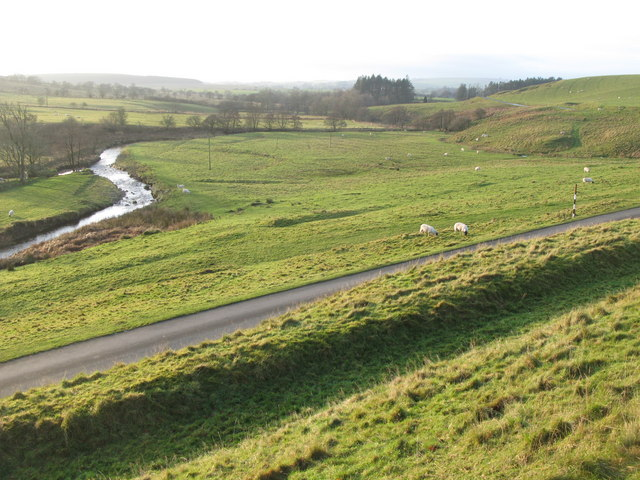
Le rempart et les fossés en 2009, en regardant l’ouest.

Le fort a probablement été construit au même moment que le mur d’Hadrien, à l’origine avec des défenses de terre et des bâtiments de bois, mais avec des portes et un quartier général en pierre. Des inscriptions révèlent qu’au moins trois légions ont participé à sa construction : la Seconde Légion (Legio II Augusta, stationnée à Caerleon au Pays de Galles), la Sixième Légion (Legio Sextae Victrix Pia Fidelis, basée à York) et la Trentième Légion (Legio XX Valeria Victrix, basée à Chester).
Durant la période antonine, les remparts en pierre ont été complétés en pierre, puis complètement refaits au temps des Sévères. Au IIe siècle, le fort est gardé par la Première Cohorte des Daces (Cohors Primae Dacorum) ; au IIIe siècle, par la Première Cohorte des Nerviens (en partie à cheval). Il a été en grande partie démoli en 343, à l’abandon du mur d’Hadrien. Il a été reconstruit en partie, puis finalement détruit à nouveau après l’invasion de 367, et laissé à l’abandon depuis.
Des fouilles limitées sont menées en 1937, 1954–1956 et 1977–1978 ; elles permettent d’établir la position des bâtiments intérieurs, et de découvrir certains autels.

## Informations externes
- Kevan White, « Fanum Cocidi », sur le site roman-britain.org.
- « Bewcastle » sur le site roman-sites.com.

### Sources
1. ↑  Kevan White, « Fanum Cocidi », sur le site roman-britain.org.
2. ↑  « The Roman Fort and Bewcastle », sur le site officiel de Bewcastle.